# 조세프 스위카드

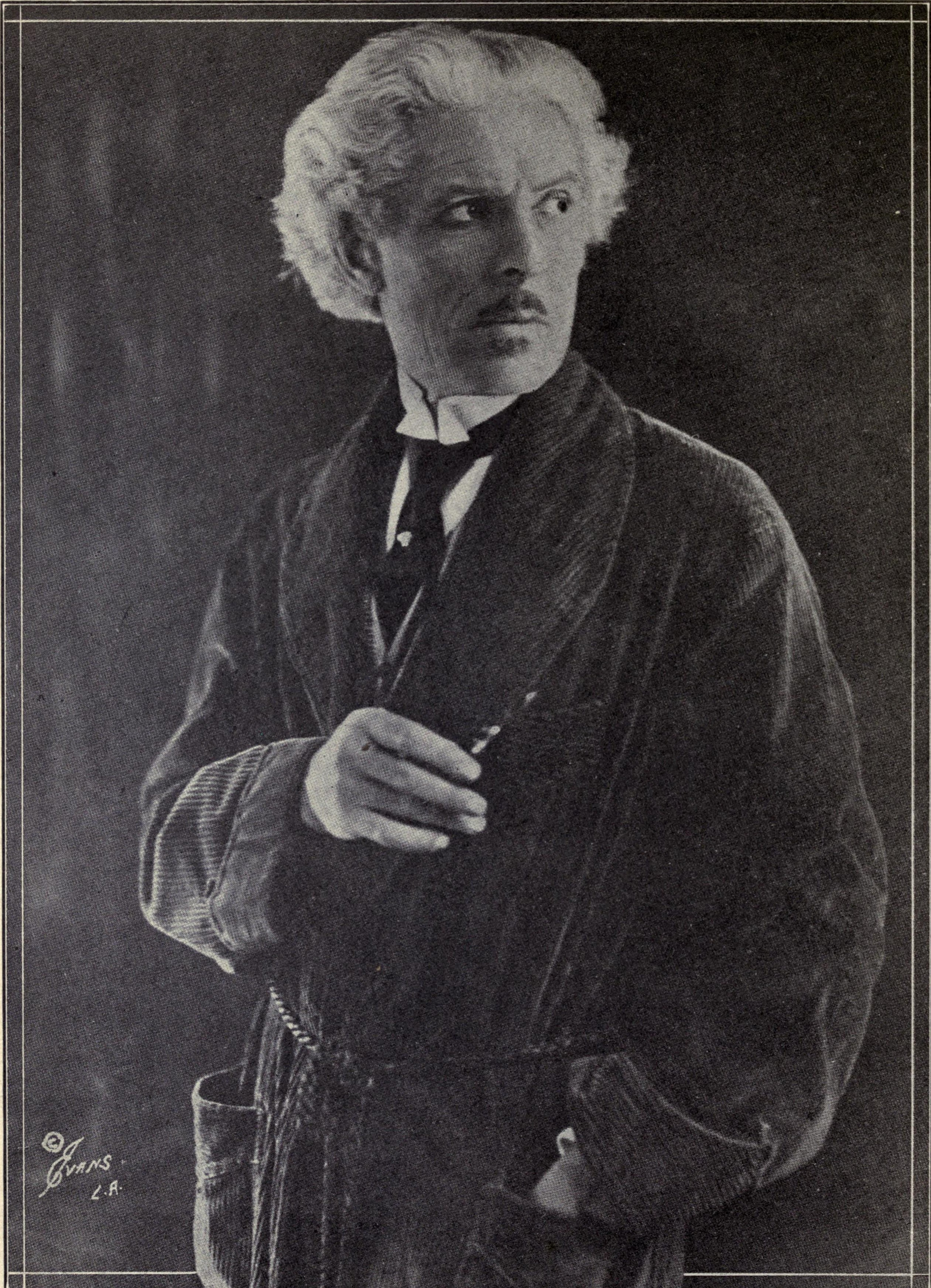

조세프 스위카드(Josef Swickard, 1866년 6월 26일 ~ 1940년 2월 29일)는 독일 제국의 배우이다.
코블렌츠에서 태어났으며 할리우드에서 사망하였다. 할리우드 포에버 공동묘지에 매장되었다.

## 영화
- 딕 트레이시스 G-멘 (1939년)
- 우리 집의 낙원 (1938년) - 교수 역
- 돌아온 조로 (1937년)
- 십자군 (1935년)
- 폴라인의 모험 (1933년)
- 메이타임 (1923년)
- 네 기수의 묵시록 (1921년)
- 어 모던 이노크 아든 (1916년)
- 히스 와일드 오츠 (1916년)
- 호건, 더 포터 (1915년)
- 온리 어 메신저 보이 (1915년)
- 배관공 (1914년)
- 코트 인 어 카바레 (1914년)
- 20분의 사랑 (1914년)
- 웃음 가스 (1914년)